# Stadtmuseum Dornbirn

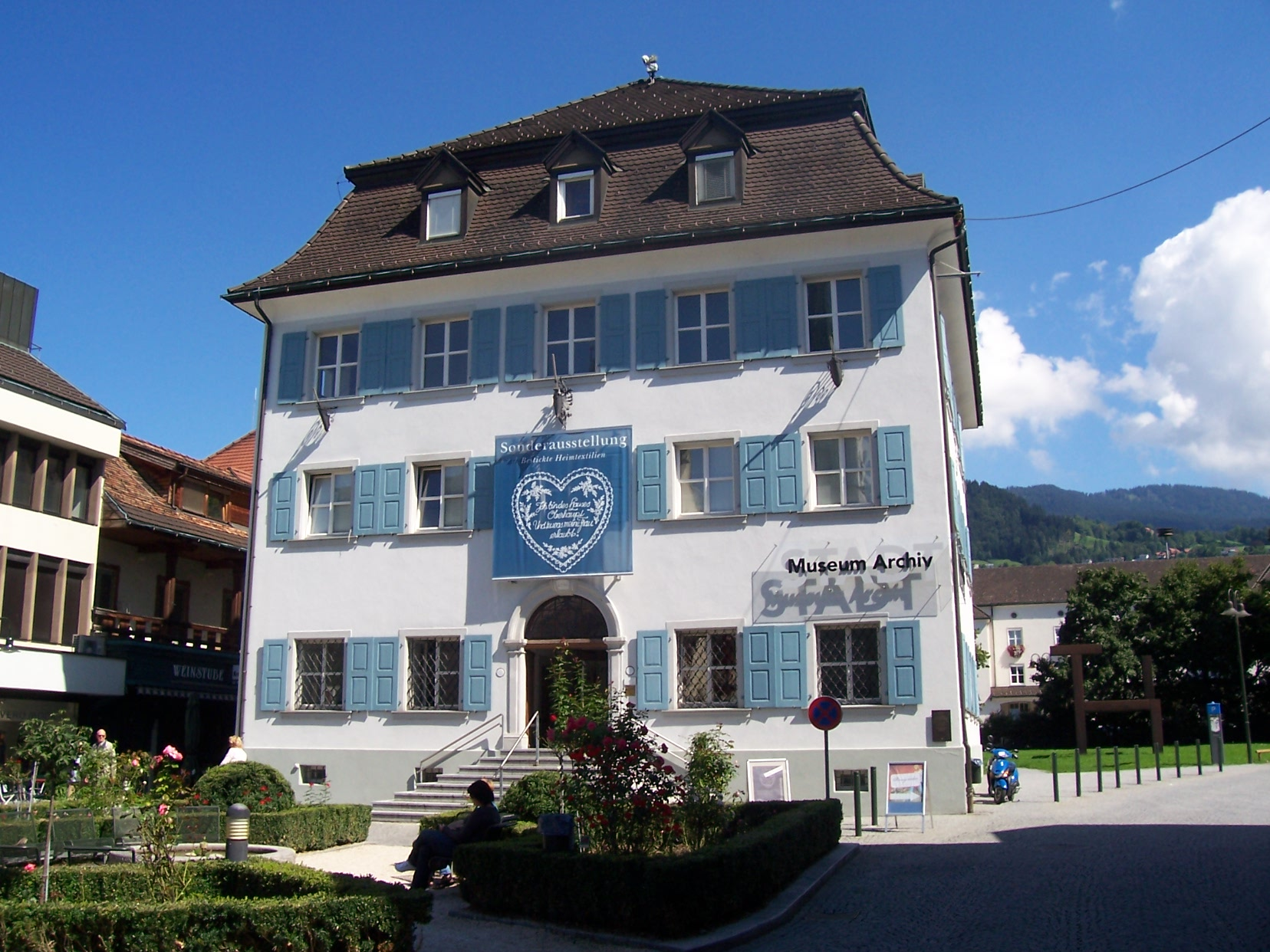
Das Gebäude des Stadtmuseums am Dornbirner Marktplatz.

Das Stadtmuseum Dornbirn ist ein historisch orientiertes Museum zur Aufarbeitung der Geschichte der Stadt Dornbirn im österreichischen Bundesland Vorarlberg. Das Stadtmuseum Dornbirn ist im 200 Jahre alten Patrizierhaus, dem Lorenz-Rhomberg-Haus, direkt am Marktplatz von Dornbirn untergebracht. Die Dauerausstellung präsentiert ausgewählte Objekte und Kunstwerke zu wichtigen Themen der Stadtgeschichte, während Sonderausstellungen und Veranstaltungen regionale, kulturhistorische und zeitgenössische Themen ergänzen. Das dreistöckige Gebäude beherbergt zudem das Stadtarchiv Dornbirn im Erdgeschoß.
Bereits in den Anfangsjahren des 20. Jahrhunderts gab es Bemühungen, in Dornbirn ein lokales Museum einzurichten. Aufgrund des mangelnden Interesses konnte dieses Vorhaben jedoch erst im Jahr 1997 umgesetzt werden.
Seit 2017 leitet Petra Zudrell das Museum und die Ausstellungen. Die Aufgaben des Stadtmuseums liegen in der Vermittlung geschichtlicher Themen sowie in der Veranstaltung von Ausstellungen und Beratungen.
Ein Teil des Stadtmuseums bildet das (ausgelagerte) Textilmusterarchiv in der Marktstraße 12a, mit über 300 000 Objekten steht es für Forschungszwecke zur Verfügung.

## Publikationen
Seit 2023 veröffentlicht das Stadtmuseum Dornbirn die Schriftenreihe „Erbe einer Stadt“:
- Band 1 (2023) wurde von der Schriftstellerin Irmgard Kramer verfasst und trägt den Titel „Hilda. Meine Großmutter, der Nationalsozialismus und ich“.
- Band 2 (2025) ist die gleichnamige Begleitpublikation zur Sonderausstellung „Unser Haus! besitzen, bewohnen und ver/erben“.

## Sonderausstellungen
| Jahr           | Ausstellung |
| -------------- | --- |
| 1998           | 50 Jahre Messeplakate |
| 1998           | Stickereien der Banjaras |
| 1999           | - Schablonenmalerei - Mehmet Güler – Holzschnitte u. Malerei - Focus verrückt. Internationale Fotoausstellung im Vorfeld des Symposions „Integration-Kunst-Integration“ - Fest der Farben – Steinzeug und Bilder - Weg vom Fenster – Einblick in 5 Lebensgeschichten, Verein Haus der jungen Arbeiter - 100 Jahre elektrischer Strom in Dornbirn – Vom Electrizitätswerk Ebensand zur Elektrischen Bahn Dornbirn – Lustenau - Von Winnetou zu Darth Vader – Aus der Geschichte der Werbebeigaben - Rück-Spiegel - Vom Biedermeier- zum Designerchristbaum (Sammlung Huschle) |
| 2000           | - Mehtab Kardas – Türkische Ornamentik und Miniaturkunst. - Ellen Maas – Zeitgenossen. 1890–1910 in Zeichnung und Photographie - Verena Brandstätter |
| 2001           | - Rote Häuser im Dreiländereck Liechtenstein – Schweiz – Vorarlberg - Die Tasche – der Frauen wichtigstes Accessoire - Vom Leben auf der Alp. Klischee und Wirklichkeit. - Naturschutzbund „Naturjuwel Ried“ |
| 2002           | - Ei, Ei, Eier... Volkskundliche Kunstwerke aus aller Welt - Textiles Zaire. Historische Web- und Stickarbeiten aus Zentralafrika - Alte Schätze im neuen Glanz |
| 2003           | - Gegürtelt durch ein Jahr - Siliconless – Ein schönes Dekolleté auch ohne Silikon - 125 Jahre Bundesgymnasium Dornbirn ...Lehrer und Künstler - Irene Sutterlüti – Textil Kaleidoskop - Drunter & Drüber. Wäscheträume von damals bis heute - Shinzo Kajiwara. Japanische Textilkunst |
| 2004           | - Messerscharf. Reflexionen über einen Alltagsgegenstand - Eine Rose ist eine Rose ist eine Rose... Eine „blumige“ Kulturgeschichte - „Blaumaler“ Alfons Luger – 100 Jahre Pinselburg |
| 2005           | - Dornbirn im Strich – Karikaturen von Silvio Raos - Die Null-PS-Show. Historische Tretautos - Fünf Jahrzehnte Alltagskultur. Objekte zur Alltagskultur ab 1945 |
| 2006           | - Anschauungen. Oswald Baer - Trautes Heim und Glück allein. Bestickte Heimtextilien - SPAR DIR WAS! Vom Begehren zu/m Vermehren. Zur Geschichte des Sparens - Die Welt im Kleinen (Puppenstuben) |
| 2007           | - Schenkungen aus 10 Jahren Stadtmuseum Dornbirn - Sport in Dornbirn - 100 Jahre evangelisch in Dornbirn - Alfons Kräutler – EINMALERLEBEN |
| 2008           | - Diplomausstellung „La renaissance des dessins“ - Lebensarten – Arbeiten von Menschen mit Behinderungen - Fürs Kind – Von unschuldig bis cool. Kinderkleidung im 20. Jh. - Mit Schere, Leim und Papier. Zur Geschichte des Kartonmodellbaus |
| 2009           | - Wasser und Erde – Werke von Yurdagül Pakalin - Zum Schüßo. Gemalte Geschichte(n) auf historischen Zielscheiben |
| 2010           | - Türkei Modern – Fotografien von Othmar Pferschy - Gerhard Winkler – Industrie Landschaft Dornbirn. Eine malerische Bestandsaufnahme - Gute Zeichen – schlechte Zeichen. Bilder, Symbole, Codes und ihre Deutung - Patchwork-Quilt. Textiles Kunsthandwerk |
| 2011           | - Haarscharf. Schmuck aus menschlichem Haar – eine vergessene Kunst - Was damals Recht war...Soldaten und Zivilsten vor den Gerichten der Wehrmacht - Erdbeerfee & Hüpfgazelle. Illustrationen für jung & alt |
| 2012           | Verliebt, verlobt, verheiratet…Ein volkskundlicher Blick auf Geschichte(n) rund ums Heiraten |
| 2013           | - Rudi Klein – Vereinfachung einer nicht unkomplizierten Welt - Monika Hehle – Märchen in Samt und Seide |
| 2014           | - Volksbrauchtum und volkskundliche Kostbarkeiten - Querschnitt. Zeitgenössisches Kunstschaffen aus und über Dornbirn - Tel Krima. Eine türkische Sticktechnik - FREMD ist der Fremde nur in der Fremde (Karl Valentin). Migrantische Bräuche und Rituale |
| 2015           | - Inszenierte Wirklichkeit – Private Fotochroniken einer Front - Die Schwabenkinder. Arbeit in der Fremde. 17. bis 20. Jhd. - Ersttagspostamt – Philatelie im Stadtmuseum |
| 2016           | - Zackige Geschichten – Briefmarken erzählen - SAVARI – Eine illustrierte Reise durch den Iran & Indien von Bianca Tschaikner - Flicken, Stopfen, Repassieren - Märchenwelten – 25 Jahre Theater im Ohrensessel |
| 2017           | - Armin Pramstaller: Versteckte Strukturen - Galerie der Aufrechten – Gesichter des Widerstands gegen die NS-Gewaltherrschaft - Dort, wo Ochs und Esel stehn. Papierkrippen aus zwei Jahrhunderten |
| 2018           | - Zwölf aus dreiundachtzig. Shortlist des Jubiläumsfonds der Dornbirner Sparkasse - Heimarbeit – Wirtschaftswunder am Küchentisch |
| 2019           | - Gerhard Winkler: Augenblicke - FM.Felder @Dornbirn. Menschen – Orte – Spuren |
| 2020 bis 2021  | Wem gehört das Bödele? Eine Kulturlandschaft verstehen |
| 2021 bis 2023  | Ware Dirndl. Austrian Look von Franz M. Rhomberg |
| 2023 bis 2024  | Glück gehabt? 70 Jahre Kaplan Bonetti Dornbirn |
| 2023 bis 2025  | Tatsachen. Das materielle Erbe des Nationalsozialismus |
| 2024 bis 2025  | - Demokratie in der Box - Pop-up-Ausstellung: Am Rande des Wienerwalds. Der „Lebensborn“ in Feichtenbach |
| seit März 2025 | Unser Haus! besitzen, bewohnen und ver/erben |